# Rompecabezas de fósforos

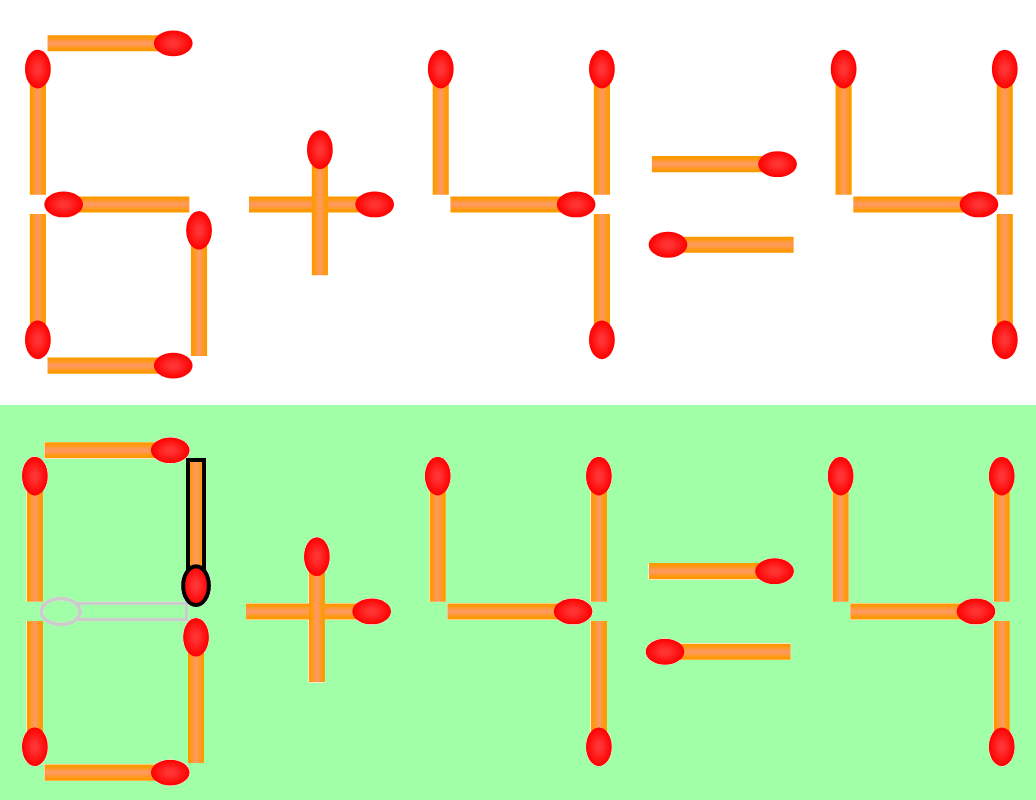
Un rompecabezas de cerillas ("Mueva 1 cerilla para que la ecuación 6+4=4 sea válida") y su solución a continuación

Los rompecabezas de fósforos o rompecabezas de cerillas son rompecabezas de reordenamiento en los que se organizan varias cerillas en formas o números, y el problema debe resolverse moviendo una cantidad fija de cerillas para lograr otra disposición específica.
Los rompecabezas pueden pedirle al solucionador que altere alguna ecuación matemática, a menudo con números representados como números romanos o números arábigos en una tipografía de pantalla de siete segmentos. Otros acertijos desafían al solucionador a reorganizar una tosca imagen hecha con cerillas. 
Algunos rompecabezas con cerillas requieren pensamiento lateral, como transformar un número en un símbolo matemático.
Los rompecabezas también pueden plantearse sin una posición inicial, desafiando simplemente al solucionador a crear un arreglo usando una cantidad de coincidencias. Un ejemplo que requiere pensamiento lateral es formar cuatro triángulos equiláteros a partir de seis fósforos; esto solo se puede hacer colocando los fósforos en forma de pirámide tridimensional.